# Panagiótis Danglís
Panagiótis Danglís (en griego: Παναγιώτης Δαγκλής; 17 de noviembrejul./ 29 de noviembre de 1853greg.-9 de marzo de 1924) fue un político y general del Ejército griego. Se lo conoce en especial por su invención del cañón de montaña Schneider-Danglis, por haber servido de jefe del Estado Mayor en las guerras de los Balcanes y por participar en el triunvirato del Gobierno provisional de Defensa Nacional durante Primera Guerra Mundial.

## Origen y juventud
Panagiótis Danglís nació en Atalanti el 17 de noviembre de 1853; en esa localidad su padre servía en un batallón de infantería. La familia había tenido algunos miembros destacados: a Panagiótis se lo bautizó con el nombre de su abuelo, Giotis Danglís, un cacique suliota que había empezado sirviendo a Napoleón durante la segunda ocupación francesa de las islas Jónicas y había ascendido a general durante la guerra de independencia de Grecia. Su hijo, Georgios Danglís (1809-1896), nació en exilio en Corfú, ingresó en el Ejército griego en 1828 y participó en las últimas campañas de la guerra de independencia y, tras una carrera larga carrera en las Fuerzas Armadas, ascendió a general de división. Panagiótis Danglís era el cuarto hijo de sus padres, pero solo la primogénita, su hermana Christina, nacida en 1843, había sobrevivido a la infancia. Sus dos hermanos mayores fallecieron jóvenes, como otros de sus hermanos menores; su otra hermana, Polyxeni, nació en 1858.
Durante la infancia, la familia se trasladó de una guarnición a otra de la Grecia Central, según los destinos del padre. En 1857-1860, la familia residió en Stylida, donde Danglís asistió por primera vez a la escuela. En 1860, se trasladó a la capital, Atenas, donde Danglís fue matriculado en un colegio privado. Tras participar en el aplastamiento de la fallada rebelión de Nauplia en contra el rey a comienzos de 1862, el padre de Danglís fue ascendido a mayor y la familia se trasladó a Agrinio. En esta ciudad provincial pequeña Danglís experimentó los tumultuosos acontecimientos del derrocamiento de Otón, la entronización del rey Jorge I en 1863, la anexión griega de las islas Jónicas y el estallido del levantamiento de Creta de 1866-1869. En septiembre de 1867, volvió a Atenas para asistir a la primera clase de instituto en el prestigioso Varvakeion; en la capital se alojó con su abuela materna y su tía soltera. Los años segundo y tercero de sus estudios de enseñanza secundaria los cursó en Mesolongi; los veranos los pasaba con la familia en Agrinio. A pesar de haber sido admitido para el cuarto año de estudios, en julio de 1870 decidió no continuar con las clases e ingresar en la Academia Militar. Con el consentimiento de su padre, regresó a Atenas el 23 de agosto. Después de aprobar los exámenes de ingreso a principios de septiembre, se matriculó como cadete el 6 de noviembre. Durante aquel verano, Danglís también escribió una novela, Penelope, que se publicó en Atenas en 1871.

## Comienzos en la carrera militar

### Formación en la Academia

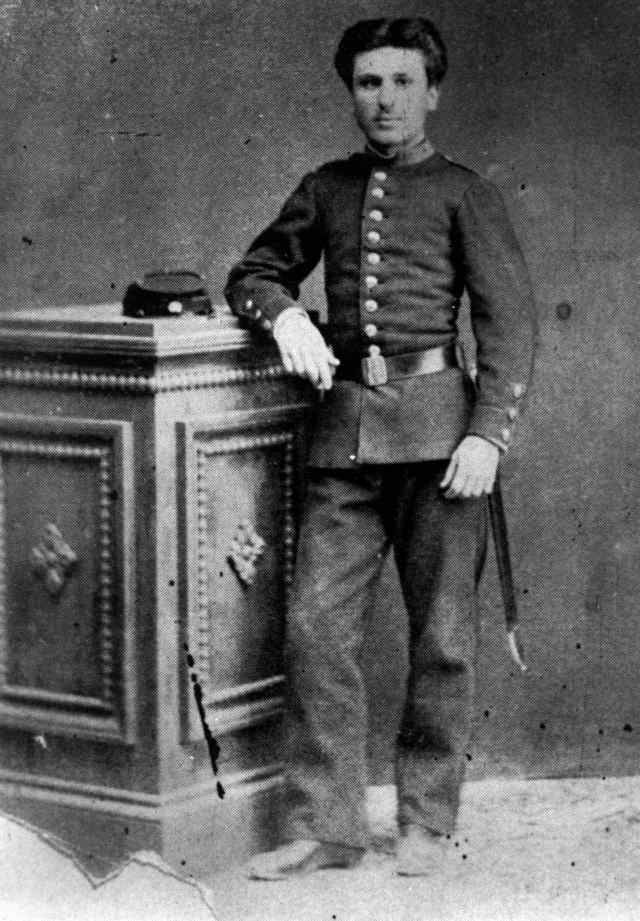
Danglís en su primer año de cadete, en 1870.

Danglís se había matriculado en la Academia Militar en un momento crucial: la institución había sido desatendida en los años anteriores; cuando Danglís ingresó en ella, apenas tenía trece alumnos. En su clase, sin embargo, hubo treinta y un cadetes, y la reforma del currículum del ministro de Asuntos Militares, el teniente coronel Charalambos Zymvrakakis, insufló nueva vida a la institución. Danglís descolló como estudiante. Quedó tercero en la clasificación de su clase en el segundo y tercer años de estudios y fue uno de los diecisiete que pasaron el filtro del primer año de academia. Tuvo su primer ascenso, a cabo, en 1872. A partir del tercer año, fue el primero de su clase, salvo en los exámenes teóricos del quinto año. Ascendió a sargento mayor en 1874, último año de estudios en el que los cadetes comenzaron a integrarse en la vida social de la capital. Danglís se graduó de la Academia en agosto de 1877; fue el primero de la promoción y, como la mayoría de sus compañeros, pasó al arma de artillería con el grado de alférez. La artillería, que se había reforzado recientemente ante la posibilidad de que Grecia participase en la guerra ruso-turca, adolecía de falta de oficiales.

### La guerra no declarada de 1878 y sus consecuencias
Danglís ingresó en el 1.º Regimiento de Artillería, acuartelado en Atenas, en un ambiente de tensión y preparativos bélicos. El 26 de octubre se le asignó a la 6.ª Batería de Montaña, recién equipada con nuevos cañones Krupp. La batería se trasladó de Atenas a Lamía, por entonces cercana a la frontera con el Imperio otomano, en noviembre. La opinión pública seguía con entusiasmo las noticias de la guerra, especialmente desde que el ejército ruso venciese la resistencia otomana en Plevna —campaña que Danglís elogió en sus notas— y avanzase hacia Constantinopla. Estallaron entonces levantamientos en Creta y Epiro, y el Gobierno griego de Alexandros Kumunduros se aprestó finalmente a entrar en guerra para asegurarse los territorios que ansiaba.
Danglís sirvió en el ejército de Grecia Oriental, a las órdenes del general de división Skarlatos Soutsos; el ejército contaba teóricamente con seis mil ochocientos soldados, aunque Danglís calculó que en realidad tenía entre cinco mil quinientos y seis mil. La unidad partió de Lamía el 21 de enero y cruzó la frontera al día siguiente, pese al empeoramiento del tiempo, pues empezó a llover con intensidad y a bajar la temperatura. Las guarniciones otomanas de la comarca se replegaron a Domokos, pero la expedición griega resultó un fracaso: el mal tiempo (hubo incluso nevadas) y la desorganización de la unidad hicieron que sus tropas se dispersasen. Finalmente, el 25 de enero, el ejército cercó Domokos, y Soutsos entabló negociaciones con el jefe militar otomano para que capitulase. Al día siguiente, sin embargo, el Gobierno griego ordenó a sus tropas que abandonasen las operaciones y se replegasen; los rusos y los otomanos habían firmado el armisticio el 19 de enero, y las grandes potencias habían exhortado a Atenas a mantener la paz. El 28 de enero, Danglís había vuelto con su unidad a Lamía. El 7 de febrero de 1878, ascendió a subteniente en una ola de ascensos decidida por los mandos. Desde Lamía fue testigo del fracaso de las revueltas en Tesalia, Epiro y Creta, y de la defensa británica de los intereses griegos contra las aspiraciones rusas. La situación política seguía tensa: el Congreso de Berlín había decidido otorgar a Grecia Tesalia hasta el Peneo y Epiro hasta el Tíamis, pero el Gobierno otomano trató de retrasar la entrega de los territorios todo lo que pudo. Las negociaciones greco-otomanas celebradas en Préveza a principios de 1879, que continuaron en Constantinopla entre septiembre y diciembre,, resultaron infructuosas. 
El 13 de abril de 1878, merced a la intercesión de su padre, Danglís fue transferido a la 3.ª Batería de Montaña, acuartelada en la ciudad donde residía la familia, Agrinio. La artillería se trasladó a Léucade en octubre de 1878, y luego a un nuevo pero efímero campamento en Lepenous —no por azar, este era el distrito electoral en el que se presentaba el entonces ministro de Asuntos Militares, Dimitrios Grivas— en mayo-julio de 1879. De allí Danglís y su batería pasaron a Atenas en agosto; luego danglís fue destinado al arsenal de Nauplia en octubre, donde asumió el mando de una compañía de artilleros. El 21 de diciembre, publicó anónimamente en el diario de Atenas Efimeris un artículo —firmó como «Omega», indicando únicamente que era un oficial del Ejército— en el que abogó por el fin de la influencia política en el Ejército.

Mapa de la expansión territorial griega. Tesalia y la región de Arta aparecen en azul claro.

La larga disputa por Epiro y Tesalia había hecho que  desde 1878 el tamaño del ejército creciese notablemente respecto de lo dispuesto para tiempos de paz, lo que había perjudicado a las frágiles finanzas griegas. En consecuencia, en 1880 el gobierno de Charílaos Trikoúpis decidió recortar los gastos militares, desmovilizar tropa y reducir el tamaño del ejército. Esta decisión duró poco, pues las grandes potencias volvieron a reunirse en Berlín en junio de 1880 y refrendaron lo dispuesto en 1878; esto impelió al gobierno a retomar los preparativos bélicos contra el Imperio otomano: emprendió una serie de compras apresuradas de armamento y en julio decretó la movilización general con el fin de reunir un ejército de sesenta mil hombres. Danglís volvió al 1.º Regimiento de Artillería acuartelado en Atenas en octubre y se lo asignó a la 1.ª Batería de Campaña. A raíz del aumento del tamaño del ejército —que a finales de octubre tenía ya más de cuarenta y cinco mil soldados y que en diciembre alcanzó los ochenta y dos mil— muchos de los oficiales fueron ascendidos el 6 de diciembre; Danglís lo fue a teniente.
En marzo de 1881, el ejército griego empezó a concentrarse nuevamente cerca de la frontera. El 1 de abril, Danglís embarcó en El Pireo rumbo a Agrinio, al tiempo que su batería viajaba por tierra. Debido a que Agrinio sufría un brote de malaria, la unidad pasó a Mesolongui, donde Danglís asumió el mando de la 1.ª Batería. Mientras, las potencias y el Imperio otomano habían alcanzado un acuerdo que redujo la extensión de territorio que este cedería a Grecia: en Epiro, solo la comarca de Arta. Apremiada por las potencias a aceptar el pacto con los otomanos, Grecia aceptó la Convención de Constantinopla el 2 de julio. Arta fue ocupada por los griegos el 24 de junio, pero Danglís no llegó a ella hasta que 20 julio, día en que tomó el mando de la 2.ª Batería de Montaña. En los meses que siguieron, pasó con su unidad de Arta a Leúcade, Mesolongui y Agrinio. A finales de diciembre de 1881, a Danglís se le confirió el mando de la 4.ª Batería de Montaña, así como de un escuadrón que incluyó las baterías de campaña 3.ª y 4.ª, destinadas en Arta. Se desconoce qué hizo en los dos años siguientes, ya que apenas hay nada sobre ellos en sus archivos salvo informes de pruebas de equipo de transporte para cañones Krupp en mulas en abril y agosto de 1883.

### Bélgica, la misión Vosseur y la crisis de Rumelia
Danglis ascendió a capitán en 1883. A finales de año, viajó a Bélgica para continuar su formación; el viaje, que costó mil francos, lo sufragó su padre, que para ello solicitó ciertos empréstitos. En enero de 1884, se lo destinó a un regimiento de artillería en Lieja, donde permaneció hasta su regreso a Grecia en agosto. En las cartas a su padre, Danglís evidenció la falta de satisfacción con su estancia en Bélgica; indicó que los belgas no sacaban mucha ventaja a los griegos en asuntos militares.
A su vuelta a Grecia, se le hizo ayudante del general de brigada Victor Vosseur, que encabezaba la misión militar francesa, encargada por Trikoupis de modernizar el Ejército griego. Los resultados de la misión, que el propio Danglís plasmó en un informe para el Ministerio de Asuntos Militares en 1898, fueron escasos, fundamentalmente porque las recomendaciones de la misión fueron soslayadas o tergiversadas por los distintos gobiernos griegos, particularmente el de Theodoros Deligiannis (1885-1886), que se oponía rotundamente a las medidas defendidas por Trikoupis. Pese a esto, el gabinete Deligiannis se vio envuelto en una crisis diplomática y militar importante con el Imperio otomano originada por la anexión de facto de Rumelia Oriental por el Principado autónomo de Bulgaria en septiembre de 1885. Deligiannis exigió a los otomanos una compensación territorial comparable para Grecia, amenazó con desencadenar una guerra si no la obtenía y movilizó al ejército. En calidad de adjunto de Vosseur, Danglís fue un testigo de excepción de la crisis. La nueva organización del ejército propugnada por Vosseur fue aprobada por el Parlamento en diciembre, y en abril de 1886 el ejército, incluyendo la Gendarmería, había crecido hasta los setenta y cinco mil hombres. Sin embargo, como indicó Danglís, la falta de adiestramiento, de equipo y de oficiales hacían que solo unos cincuenta mil estuviesen en condiciones de entrar en combate. Danglis publicó dos artículos con el pseudónimo «Concha» (Ὀβίς) en el diario Akropolis el 5 y 11 de enero en el que expuso su opinión sobre cómo deberían desplegarse las unidades militares.
En realidad, el Gobierno griego se había metido en un brete: a pesar de su retórica beligerante, no deseaba entrar en guerra, y las potencias lo exhortaban a que cediese, incluso bloqueando el puerto de Falero el 26 de abril para obligarle a hacerlo. Finalmente, Deligiannis dimitió, y tras un breve gabinete interino presidido por Dimitrios Valvis, Trikoupis regresó al poder el 8 de mayo. Al día siguiente, mientras Trikoupis formaba su gobierno, se produjeron enfrentamientos entre tropas griegas y turcas en la frontera de Tesalia. Los choques se prolongaron hasta la tregua del 11 de mayo; pese a que los griegos aguantaron en sus posiciones e infligieron algunos reveses al enemigo, Danglís consideró afortunado el momento en que cesaron los combates, puesto que los cuarenta mil griegos desplegados en la frontera hacían frente al triple de soldados otomanos, carecían de reservas y se hallaban agotados después de tres de lucha. La línea era por tanto débil, y cualquier penetración otomana podría haber permitido la fácil conquista de Larisa. Además, en dos puntos las tropas griegas habían actuado mal: en Koutra, trescientos hombres del 5.º Batallón de Evzones se habían rendido a los otomanos, mientras que en Patsos una compañía de infantería entera había huido como consecuencia del ataque de un destacamento enemigo mucho menor. Los dos capitanes responsables del revés en Koutra pasaron por un consejo de guerra y fueron condenados a muerte en agosto de 1887, aunque las condenas fueron inmediatamente conmutadas por el rey. El 8 de agosto de 1887, Danglís, de nuevo con el pseudónimo de Concha, publicó un artículo en Akropolis en el que vituperaba a los dos reos.

### Servicio en tiempo de paz y vida privada
Mientras tanto, en enero de 1886, por mediación de un coronel retirado, Danglís conoció a Sofía Mostra, la hija de dieciséis años del arquitecto naval, licenciado de la Academia Militar y epirota, Spyridon Mostras (1827-1899) y de Eleni Mela, con la que se comprometió. Se casaron el 20 de abril de 1886. Los recién casados residieron al principio en la casa familiar de los Mostras en el número 9 de la calle Voukourestiou. Con ocasión de las celebraciones de la toma de la Bastilla en 1886, el Gobierno francés le concedió a Danglís la medalla de caballero de la Legión de Honor. En julio y agosto de 1886, los Danglís visitaron Constantinopla y su comarca. Como miembro de la guarnición ateniense, Danglís participó en las festividades de la mayoría de edad del príncipe heredero, el futuro Constantino I, en diciembre. El 1 de diciembre, recibió la Cruz de Plata de la Orden del Redentor.
Su primera hija nació en la madrugada del 6 de agosto de 1887. En diciembre de 1887, tras la marcha de la misión militar francesa, Danglís regresó al 1.º Regimiento de Artillería; el 10 de diciembre tomó el mando de la 3.ª Batería de Campaña. En febrero de 1888, se imprimieron mil ejemplares de su traducción de un tratado (La misión militaire suisse sur le théâtre de la guerre serbo-bulgare) del coronel suizo Hugo Hungerbühler sobre la guerra serbo-búlgara de 1885.
Ascendió a mayor en 1892, y el año siguiente inventó el cañón de montaña Schneider-Danglís. Durante la guerra greco-turca de 1897, fue jefe del Estado Mayor de la 1.ª Brigada del Ejército de Epiro, y luchó en la batalla de Gribovo.

### En el Estado Mayor
Ascendió a teniente coronel en 1902 e ingresó en el Estado Mayor, recién creado, en 1904. En 1907, ascendió a coronel y participó en las últimas etapas de la campaña macedonia en 1908, supervisando operaciones para el Comité Macedonio de la comarca de Salónica con el pseudónimo de Parmenión. Después de la Revolución de los Jóvenes Turcos, el 3 de agosto de 1908, Danglís pasó a presidir la nueva Organización Panhelénica, compuesta por oficiales que habían participado en la actividad armada en la Macedonia otomana.
Tras el golpe de Estado de Goudi de 1909, se disolvió el Estado Mayor y Danglís volvió a la Artillería; fue sucesivamente director de la Academia Militar (1910) y luego jefe de la 1.ª División de Infantería, de la Gendarmería griega y de la 2.ª División de Infantería (1911).
En 1911, Danglís fue ascendido a general de división, y en agosto de 1912 asumió la dirección del Estado Mayor. Al estallar la primera guerra balcánica dos meses más tarde, asumió el puesto de jefe del Estado Mayor del príncipe heredero Constantine, que tenía el mando del  Ejército de Tesalia;  en noviembre de 1912, abandonó el puesto para marchar con la delegación griega a la Conferencia de Paz del Londres.

## Jefe en Epiro
Como consecuencia del asesinato del rey Jorge I en Salónica, Constantino ascendió al trono y tuvo que dejar Ioánina. Cedió el mando del Ejército de Epiro, compuesto por las divisiones 2.ª, 3.ª, 8.ª y 13.ª, a Danglís. Las operaciones en la zona estaban en la fase final, de modo que la tarea principal era completar la ocupación de Epiro septentrional, mantener en paz a la población local y favorecer la reclamación de Grecia al territorio, que Italia le disputaba. Danglís, sin embargo, vio en el nombramiento el resultado de las maquinaciones de sus rivales en el Estado Mayor —entre los que destacaba Dousmanis—, que deseaban apartarlo de los principales puestos de mando del Ejército. Constantino, empero, siguió mostrando su favor a su antiguo jefe de Estado Mayor y le otorgó el cargo honorario de edecán del rey (con Dousmanis como ayudante) el 8 de marzo; el 21 de mayo se concedió la cruz de Gran Comandante de la Orden del Redentor, pero soslayó la petición de Danglís de volver a Atenas y retomar sus funciones en la capital. Aunque el nombramiento de jefe del Ejército de Epiro era en principio temporal, Danglís siguió al frente de la unidad, remozada primero como III Cuerpo de Ejército y luego transformada en V Cuerpo de Ejército, durante más de dos años.
Al concluir la segunda guerra de los Balcanes, entre el 9 y el 18 de agosto de 1913, Danglís acudió a Salónica, donde presidió la reunión de jefes de división (a la sazón el mayor grado del Ejército) que debía decidir los ascensos de los oficiales. El 19 de agosto partió en tren para Aix-les-Bains, donde su familia estaba de vacaciones; llegó el 25. El día anterior, el rey Constantino había causado un incidente diplomático grave durante un discurso en Alemania: después de recibir el grado y la vara de mariscal del campo que le concedió el káiser, el soberano había atribuido las victorias griegas en las guerras balcánicas al adiestramiento que tanto él como sus asesores habían recibido en Alemania. La noticia del discurso desató la indignación en Francia y originó una crisis diplomática entre esta y Grecia. Como resultado, el 29 de agosto, a Danglís —ascendido por entonces a teniente general— se le ordenó que interrumpiese sus vacaciones y participase, en calidad de representante oficial griego, en las maniobras francesas de ese año, que ya habían empezado. Su participación, su reputación de «amigo acérrimo de Francia», así como una entrevista en Le Temps en la que se mostró cauto y juicioso y rindió homenaje a la contribución de la misión militar francesa en la reforma militar griega, pronto calmaron la situación y coadyuvaron a restaurar las relaciones franco-helenas. Retornó entonces a Aix, pero Venizelos le hizo volver a Grecia el 13 de septiembre.

## Política, Primera Guerra Mundial y el Cisma Nacional
A finales de 1914, dejó el ejército y entró en política; se afilió al Partido Liberal de Eleftherios Venizelos en 1915 y fue elegido diputado por la ciudad epirota de Ioánnina. Fue ministro de Asuntos Militares en el corto gabinete de Venizelos (10 de agosto-24 de septiembre) de 1915, y apoyó a este en su lucha en contra el rey Constantino en 1915-16. En agosto de 1916, junto con Venizelos y el almirante Pávlos Kountouriótis,  formó el Triunvirato del Gobierno provisional de Defensa Nacional, con sede en Salónica y rival del ateniense. En 1917, Grecia se unió a la Entente y entró en la Primera Guerra Mundial. A Danglís se lo nombró general en jefe del Ejército griego, puesto que mantuvo casi hasta el fin de la guerra; luego retomó su actividad parlamentaria. Se licenció del Ejército el 7 de octubre de 1920. En 1921, sucedió al exiliado Venizelos en la presidencia del Partido Liberal.